# Antonino Pagliaro
Antonino Pagliaro (Mistretta, 1º gennaio 1898 – Mistretta, 6 dicembre 1973) è stato un iranista, glottologo e filosofo italiano.
Filosofo del linguaggio, fu uno dei fondatori della scuola linguistica romana. Fra i padri della semiologia italiana, ha introdotto in Italia gli studi sul pensiero linguistico.

## Biografia
Dopo il diploma al Regio Ginnasio di Mistretta, si iscrisse al corso di laurea in lettere dell'Università di Palermo, dove ebbe, tra gli altri, come docenti Oreste Nazari, Giuseppe Pitrè, Giovanni Gentile e Cosmo Guastella. Si trasferì poi all'Università di Firenze dove subì l'influenza di Girolamo Vitelli, Carlo Antoni e Ermenegildo Pistelli. 
Scoppiata la prima guerra mondiale, nel 1917 partecipò volontario come sottotenente del Corpo degli arditi, e fu insignito della medaglia d'argento al valor militare. Nel 1919 si iscrisse all'Associazione Nazionalista Italiana e sempre nel 1919 prese parte all'Impresa di Fiume al seguito di D'Annunzio. Nel 1921 si laureò con lode presentando due tesine, una di sanscrito e l'altra di linguistica storica, quindi discutendo con Ernesto Giacomo Parodi e Giorgio Pasquali la tesi Il digamma in Omero (di 257 pagine dattiloscritte più un'appendice di 7 pagine), poi pubblicata.
Negli anni 1922-24, trascorse un periodo di studio in Germania, seguendo corsi di linguistica indoeuropea e greco-latina di Karl Meister e quelli di iranistica di Christian Bartholomae. Nel 1925, seguì i corsi di Paul Kretschmer a Vienna. Ritornato in Italia, conseguì la libera docenza in indoeuropeistica e iranistica nel 1926, quindi fu chiamato da Luigi Ceci ad insegnare, per incarico, Filologia iranica e Storia comparata delle lingue classiche all'Università di Roma.
Aderì intanto nel 1923 al Partito nazionale fascista e ne fu uno degli intellettuali di spicco, presiedendo anche alcune edizioni dei Littoriali della cultura e dell'arte, che ogni anno raccoglievano i migliori universitari italiani. Fu primo capo redattore dell'Enciclopedia Italiana dal 1925 al 1929, dove curò numerose voci, fin quando non entrò in contrasto con Giovanni Treccani e il conterraneo Giovanni Gentile, che dirigeva l'opera. 
Del 1930 è il suo Sommario di linguistica arioeuropea, che fu apprezzato da Gramsci, che dal confino scrisse di un orientamento teorico del Pagliaro tendente a superare le tesi crociane sul linguaggio. Nel 1931, vinto un concorso a cattedra, divenne professore ordinario di glottologia alla Sapienza, nuova disciplina che ereditava il corso di Storia comparata delle lingue classiche del Ceci.
Insegnò anche "Storia e dottrina del fascismo" alla Facoltà di Giurisprudenza e "Mistica fascista" alla Facoltà di Magistero.
Non figura tra gli accademici d'Italia, ma nel 1937 fu eletto al Consiglio superiore dell'educazione nazionale, dove rimase fino allo scioglimento nel 1943.
Fu voluto da Mussolini alla guida del Dizionario di politica dell'Istituto dell'Enciclopedia Italiana, una ponderosa opera in quattro volumi, completata nel 1940, che raccolse le migliori intelligenze del fascismo, ma anche qualche intellettuale "eretico". Il suo nome compare tra i 360 docenti universitari che nel 1938 aderirono al Manifesto della razza, premessa alle successive leggi razziali fasciste, anche se il suo allievo Tullio De Mauro scrive che egli dissentì dalla politica razziale del fascismo. Con la caduta del Regime fascista, fu sospeso nel 1944 dall'insegnamento per due anni. Reintegrato nel 1946 nella cattedra universitaria, dal 1951 insegnò Filosofia del linguaggio alla Sapienza di Roma.
Nel 1954 fu presidente della sezione "Archeologia, Filologia, Glottologia" della Società Italiana per il Progresso delle Scienze.
Fu presidente del Consiglio superiore della pubblica istruzione e, dal 1952, prima socio corrispondente poi, dal 1966, socio nazionale dell'Accademia Nazionale dei Lincei. Fu anche direttore editoriale, per la Fabbri Editori, della Enciclopedia di Scienze e Arti. Nel 1947 fu rieletto, con larghissimi consensi, al Consiglio superiore della pubblica istruzione, dove rimase fino al 1969.
Dal 1958 fu nel comitato scientifico dell'Istituto nazionale di studi politici ed economici. Fu promotore e direttore della rivista Ricerche linguistiche e presiedette la sezione filologica del Centro di studi filologici e linguistici siciliani.
Fu candidato alla Camera per il Partito Monarchico Popolare nel 1958 nella circoscrizione Sicilia orientale e al Senato nel collegio Roma IV, ma non fu eletto. Negli anni '60, la Rai trasse un sorprendente sceneggiato per la televisione da un suo testo che dava una nuova interpretazione della vicenda di Alessandro Magno.
Negli anni '50 e '60, fu membro della giuria del premio Marzotto.
Lasciò anticipatamente l'insegnamento universitario nel 1969, trascorrendo gli ultimi anni a Mistretta; nel 1971 divenne Professore Emerito della Facoltà di Lettere de La Sapienza. Il 7 marzo 1972 fu nominato commissario governativo dell'Istituto Nazionale di Archeologia e Storia dell'Arte.
Dal 1983, l'Università di Palermo e la città di Mistretta hanno istituito, in sua memoria, il “Premio internazionale per la linguistica Antonino Pagliaro”. Nel 1999 fu pubblicato postumo il "Commento incompiuto all'Inferno di Dante. Canti I-XXVI", ritrovato tra le sue carte dal nipote Luciano Pagliaro.

## Pensiero
Come filologo e orientalista, Pagliaro ha esplorato soprattutto l'antico e medio persiano, la lingua della Grecia classica, quindi il latino classico e medievale, nonché l'italiano dei tempi di Dante – cui ha dedicato varie opere – e della scuola siciliana. Come critico letterario e glottologo, diede nuove, originali interpretazioni di Vico, D'Annunzio e Pirandello.
In ambito linguistico, già nel suo Sommario di linguistica arioeuropea del 1930, che comprendeva oltre le lezioni dei suoi primi corsi universitari anche innovative linee di ricerca e nuove idee, delinea una nuova prospettiva di approccio e di indagine delle varie questioni linguistiche la quale viene condotta parallelamente ad un confronto storico-critico con l'evoluzione del pensiero filosofico dalla grecità alla filosofia classica tedesca. Al contempo, Pagliaro abbozzava in esso prime idee sulla natura del linguaggio inteso fondamentalmente come tecnica espressiva, allontanandosi così dall'idealismo crociano per avvicinarsi piuttosto al positivismo, ed analizzando in modo approfondito, ma al contempo trasversalmente alle varie discipline, la natura e la struttura dell'atto linguistico fra due interlocutori basandosi sia sull'indagine semantica (mediante un metodo che egli chiama "critica semantica") che sull'interpretazione storico-critica, fino a considerare il linguaggio come una forma di interazione semiotica condizionata storicamente da una tecnica funzionale, la lingua.  Nel simbolismo linguistico (soprattutto fonetico) poi, afferma Pagliaro ne Il segno vivente (1952), riecheggiano non solo l'individualità ed il vissuto dell'interlocutore ma anche la storia dell'intera umanità a cui egli appartiene come "soggetto storico".
In estrema sintesi, si può dire che la sua teoria linguistica è una posizione unificata tra lo strutturalismo saussuriano e l'idealismo hegeliano.

## Opere

### Saggi principali
- Epica e romanzo nel Medioevo Persiano, G.C. Sansoni, Firenze, 1927.
- Sommario di linguistica arioeuropea, 2 voll., Libreria di Scienze e Lettere Dott. G. Bardi, Roma, 1930.
- Il fascismo: commento alla dottrina, Libreria di Scienze e Lettere Dott. G. Bardi, Roma, 1933.
- La lingua dei Siculi, Tip. Enrico Ariani, Firenze, 1935.
- Il fascismo contro il comunismo, F. Le Monnier, Firenze, 1938.
- La scuola fascista, A. Mondadori, Milano, 1939.
- Dizionario di Politica (a cura di), Istituto dell'Enciclopedia Italiana G. Treccani, Roma, 1940.
- Insegne e miti: teoria dei valori politici, F. Ciuni Editore, Palermo, 1940.
- Il fascismo nel solco della storia, Società Editrice del Libro Italiano, Roma, 1941.
- Le Iscrizioni Pahlaviche della Sinagoga di Dura-Europo, Pubblicazioni della R. Accademia d'Italia, Roma, 1942.
- Storia e Dottrina del fascismo, Tip. R. Pioda, Roma, 1942.
- Teoria dei valori politici, F. Ciuni Editore, Palermo, 1943.
- Logica e grammatica, Tipografia del Senato del Dott. G. Bardi, Roma, 1950.
- Il canto V dell'"Inferno", C. Signorelli, Milano, 1952.
- Il segno vivente, Edizioni ERI-RAI, Torino, 1952.
- Saggi di critica semantica, G. D'Anna, Messina-Firenze, 1953.
- Il contrasto di Cielo d'Alcamo e poesia popolare, Tip. G. Mori & figli, Palermo, 1953.
- Linguistica della "parola", G. D'Anna, Messina-Firenze, 1955.
- Nuovi saggi di critica semantica, G. D'Anna, Messina-Firenze, 1956.
- I primordi della lirica popolare in Sicilia, G.C. Sansoni, Firenze, 1956.
- La Barunissa di Carini: stile e struttura, G.C. Sansoni, Firenze, 1956.
- Filosofia del linguaggio, Edizioni dell'Ateneo, Roma, 1956.
- La parola e l'immagine, Edizioni Scientifiche Italiane, Napoli, 1957.
- Poesia giullaresca e poesia popolare, G. Laterza & figli, Bari, 1958.
- La dottrina linguistica di G.B. Vico, Atti dell'Accademia Nazionale dei Lincei, Roma, 1959 (Vol. 8, Fasc. 6, pp. 379–486).
- Storia della letteratura persiana (con A. Bausani), La Nuova Italia, Firenze, 1960.
- Teoria della lingua e grammatica, Roma, 1960
- Il Canto XIX dell'Inferno, F. Le Monnier, Firenze, 1961.
- Altri saggi di critica semantica, G. D'Anna, Messina-Firenze, 1961.
- Linee di storia linguistica dell'Europa, Edizioni dell'Ateneo, Roma, 1963.
- L'unità arioeuropea. Corso di Glottologia, Edizioni dell'Ateneo, Roma, 1963.
- Il linguaggio. Capitoli di teoria e storia della teoria, Roma, 1964.
- Ulisse. Ricerche semantiche sulla Divina Commedia, 2 voll., G. D'Anna, Messina-Firenze, 1967. (ristampa anastatica, Regione Siciliana, Palermo, 2010)
- Le funzioni del linguaggio, Edizioni dell'Ateneo, 1968
- Forma e Tradizione, Flaccovio, Palermo, 1972.
- Ciro e l'Impero Persiano, Accademia Nazionale dei Lincei, Roma, 1972
- La forma linguistica (con T. De Mauro), Rizzoli, Milano, 1973.
- Vocabolario etimologico siciliano, Pubblicazioni del Centro di studi filologici e linguistici siciliani, Palermo, 1975.
- Storia della linguistica, Novecento Editore, Palermo, 1993 (Ristampa anastatica del tomo uno dell’edizione del 1930. Premessa di Tullio De Mauro)
- Commento incompiuto all'Inferno di Dante. Canti I-XXVI, Casa Editrice Herder, Roma, 1999 (pubblicato postumo).

#### In altre lingue
- El Fascismo: comentario a su doctrina (in spagnolo), La Editorial Vizcaina, Bilbao (ES), 1938.
- El fascismo contra el comunismo (in spagnolo), F. Le Monnier, Firenze, 1939.
- O fascismo contra o comunismo (in portoghese), F. Le Monnier, Firenze, 1940.

### Romanzi
- Ceneri sull'olimpo, G.C. Sansoni, Firenze, 1954.
- Alessandro Magno, Edizioni ERI-RAI, Torino, 1960.
- Ironia e verità, Rizzoli, Milano, 1970 (raccolta di elzeviri).[21]